# Кашеви-Косьцельне
Кашеви-Косьцельне (пол. Kaszewy Kościelne) — село в Польщі, у гміні Кшижанув Кутновського повіту Лодзинського воєводства.
Населення — 90 осіб (2011).
У 1975-1998 роках село належало до Плоцького воєводства.

## Демографія
Демографічна структура станом на 31 березня 2011 року:
|          | Загалом | Допрацездатний вік | Працездатний вік | Постпрацездатний вік |
| -------- | ------- | ------------------ | ---------------- | -------------------- |
| Чоловіки | 47      | 10                 | 30               | 7                    |
| Жінки    | 43      | 9                  | 23               | 11                   |
| Разом    | 90      | 19                 | 53               | 18                   |